# رشيد فراحي
 رشيد فراحي (1985 الجزائر) هو لاعب كرة قدم جزائري.

## روابط خارجية
- رشيد فراحي على موقع قاعدة بيانات كرة القدم.إي يو (الإنجليزية)
- رشيد فراحي على موقع Soccerway.com (الإنجليزية)